# Przeuszyn-Kolonie
Przeuszyn-Kolonie – część wsi Przeuszyn w Polsce, położona w województwie świętokrzyskim, w powiecie ostrowieckim, w gminie Ćmielów.
W latach 1975–1998 Przeuszyn-Kolonie należały administracyjnie do województwa tarnobrzeskiego.